# Crampton Island
Crampton Island – wyspa na Oceanie Spokojnym, w Australii, w Nowej Południowej Walii, w pobliżu miejscowości Lake Tabourie.
Wyspa w czasie odpływów łączy się z lądem stałym (z Tabourie Point). Wraz z okolicami stanowi popularne miejsce do plażowania oraz nurkowania z rurką, jak również uprawiania wędkarstwa.